# Ingram Modelo 6
El Ingram Modelo 6 es un subfusil calibre 11,43 mm que fue diseñado por Gordon Ingram y fabricado desde 1949 hasta 1952 por la Police Ordnance Company de Los Angeles, California.

## Descripción
Aunque el Modelo 6 se parece al Thompson, este subfusil fue destinado para su venta a las agencias policiales de Estados Unidos como una alternativa de bajo costo.
Normalmente eran producidos con una culata, pistolete y empuñadura delantera de madera, con una longitud promedio de 762 mm y un cañón de 228 mm de longitud. Poseía un cargador extraíble recto, con capacidad  de 30 cartuchos.

## Variante
El Ingram Modelo 7 fue fabricado en 1952, con la única diferencia de que podía disparar a cerrojo cerrado y tenía un selector de modo de disparo.
Solamente se produjeron unos cuantos en la década de 1950.

## Usuarios
- Cuba
- Estados Unidos
- Perú